# Hieracium leucocraspedum
Hieracium leucocraspedum là một loài thực vật có hoa trong họ Cúc. Loài này được (Peter) Üksip mô tả khoa học đầu tiên năm 1890.